# Victor de Braga

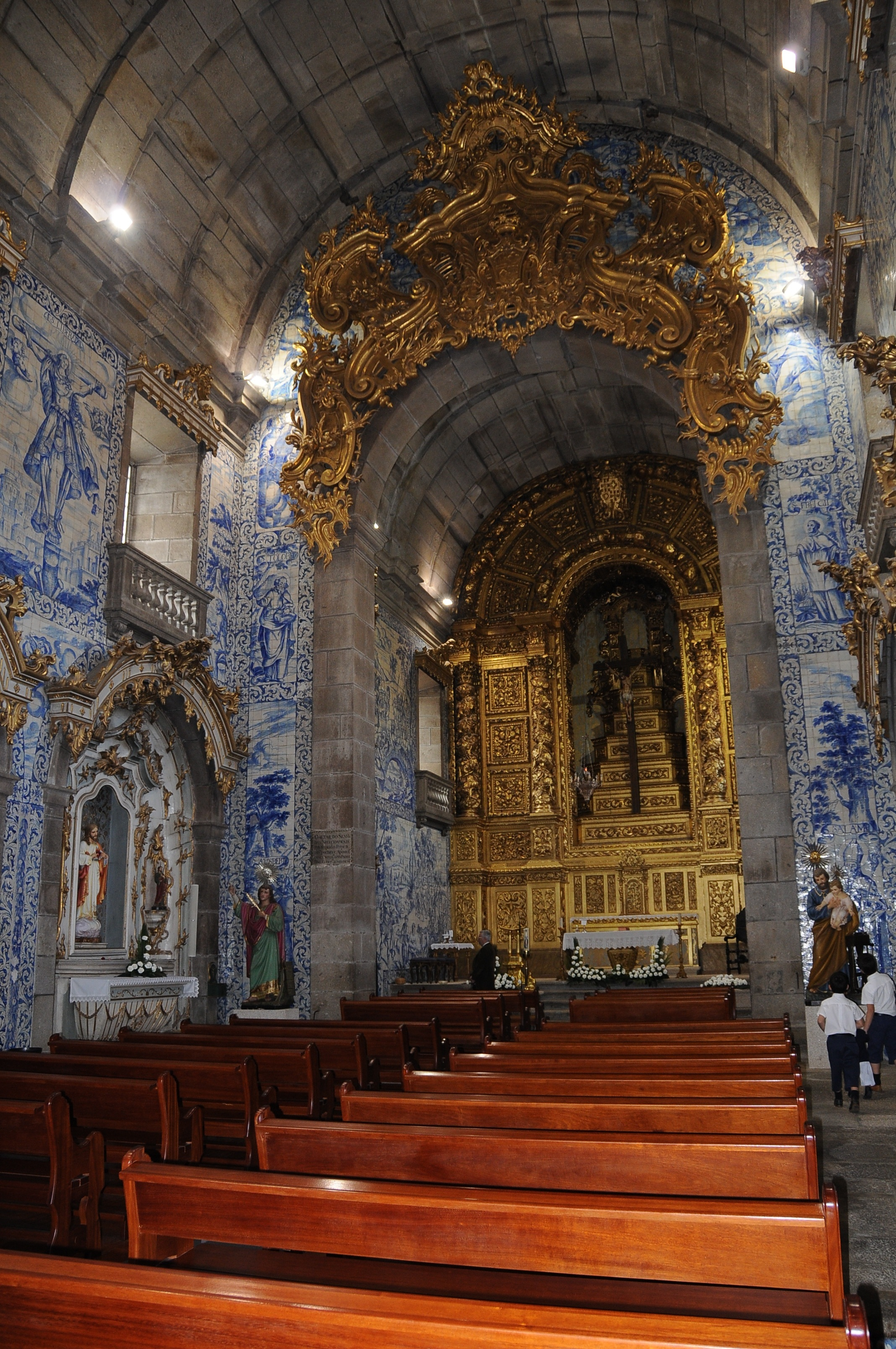
Interieur de l'église Saint Victor de Braga, à Braga au Portugal

Victor de Braga était un martyr chrétien du IVe siècle. Alors qu'il était encore catéchumène, il refusa d'adorer des idoles inanimées et confessa le Christ, Fils du Dieu vivant. Après de nombreux tourments, il eut la tête tranchée et fut baptisé dans son propre sang comme de nombreux autres martyrs executés sous Dioclétien, à Braga au Portugal.
L'histoire de Saint Victor de Braga fut notamment rapportée par Vasæus dans sa chronique et par d'autres historiens espagnols. Saint-Victor, est mentionné dans le martyrologe romain du 12 avril.